# Нижній (острів)
Нижній (рос.: Нижний) – безлюдний острів у північно-західній частині Каспійського моря в дельті Волги. Адміністративно входить до складу Камизяцького району Астраханської області, Росія.
Найвища точка -25 метрів над рівнем моря.